# Scottie Lewis
George Scott Lewis jr., detto Scottie (Bronx, 12 marzo 2000), è un cestista statunitense, professionista nella NBA.

## Carriera
Dopo aver trascorso due stagioni con i Florida Gators, nel 2021 si dichiara eleggibile per il Draft NBA, venendo chiamato con la cinquantaseiesima scelta assoluta dagli Charlotte Hornets.